# Island Park (Idaho)
Island Park é uma cidade localizada no estado americano de Idaho, no Condado de Fremont.

## Demografia
Segundo o censo americano de 2000, a sua população era de 215 habitantes.
Em 2006, foi estimada uma população de 275, um aumento de 60 (27.9%).

## Geografia
De acordo com o United States Census Bureau tem uma área de
19,3 km², dos quais 16,1 km² cobertos por terra e 3,2 km² cobertos por água. Island Park localiza-se a aproximadamente 1918 m acima do nível do mar.

## Localidades na vizinhança
O diagrama seguinte representa as localidades num raio de 68 km ao redor de Island Park.